# マイク・イングランド
ハロルド・マイケル・イングランド MBE（Harold Michael England MBE, 1941年12月2日 - ）は、ウェールズ・フリントシャー・ホリウェル出身の元サッカー選手。元サッカーウェールズ代表監督。現役時代のポジションはDF。

## 経歴
1966年にビル・ニコルソン率いるトッテナム・ホットスパーFCに加入。移籍初年度の1966-67シーズンにFAカップ制覇に貢献。その後1971年、1973年のリーグカップ優勝や1972年のUEFAカップ優勝に貢献。公式戦397試合に出場した。
サッカーウェールズ代表としては44キャップを記録。また、現役引退後の1980年3月にウェールズ代表の監督に就任。1988年2月までの8年間指揮を取った。

## タイトル
ブラックバーン
- FAユースカップ:1958-59

トッテナム
- FAカップ:1966-67
- FAチャリティ・シールド:1967
- リーグカップ:1970-71,1972-73
- UEFAカップ:1971-72

カーディフ
- ウェルシュカップ:1975-76

シアトル・サウンダーズ
- NASL Western Division, Pacific Conference:1977
- NASL Pacific Conference:1977